# Sněžníček chloupkatý
Sněžníček chloupkatý (Gaultheria hispidula, syn. Chiogenes hispidula) je druh rostliny z čeledi vřesovcovité. Je to drobný poléhavý keřík s bílými zvonkovitými kvítky a bílými bobulemi. V minulosti byl řazen do samostatného rodu Chiogenes (sněžníček), v současné taxonomii je součástí rodu libavka (Gaultheria). Je rozšířen v severní polovině Severní Ameriky a vzácně se pěstuje jako sbírková dřevina.

## Popis
Sněžníček chloupkatý je stálezelený poléhavý keřík. Stonek je plazivý, 10 až 14 cm dlouhý, hustě štětinatý. Listy jsou okrouhle vejčité, 3 až 10 mm dlouhé, na bázi klínovité až zaokrouhlené, na vrcholu špičaté, na okraji brvité. Čepel listů je na líci lysá, na rubu štětinatá. Květy jsou bílé, baňkovité, jednotlivé, úžlabní, jen 4 mm dlouhé, podepřené drobnými zelenými listeny delšími než kalich. Kalich je bílý, čtyřčetný, asi do poloviny srostlý. Koruna je zvonkovitá, zakončená 1,5 až 2 mm dlouhými cípy. Kvete v květnu a červnu. Plodem je bílá bobule, 2,5 až 6 mm široká.

## Rozšíření
Druh je rozšířen v severní polovině Severní Ameriky od severní Kanady na jih až po Severní Karolínu.

## Taxonomie
Druh Gaultheria hispidula byl v minulosti zařazován do samostatného rodu Chiogenes. Za hlavní odlišovací morfologický znak byl považován polospodní semeník. Podle výsledků fylogenetických studií je součástí rodu Gaultheria. Ten ovšem ve stávajícím stavu není monofyletický a na celkovou taxonomickou revizi teprve čeká. Mezi blízce příbuzné druhy náleží Gaultheria procumbens (libavka poléhavá), G. leucocarpa a rod Diplycosia. Z Japonska je uváděn další druh sněžníčku, Chiogenes japonica, který je v současné taxonomii rovněž součástí rodu Gaultheria jako G. japonica.

## Význam
Sněžníček je zřídka pěstován jako drobná sbírková dřevina. Není uváděn ze žádné české botanické zahrady.